# Loire 210
Il Loire 210 fu un idrocaccia a galleggiante centrale, monomotore ad ala bassa, sviluppato dall'azienda aeronautica francese Loire Aviation, divisione aeronautica degli Ateliers et Chantiers de la Loire, nei primi anni trenta.
Realizzato per rispondere ad una specifica dalla Marine nationale, la marina militare francese, per un idrocaccia catapultabile, riuscì ad imporsi sui concorrenti e ad essere acquisito nell'Aéronautique navale, la sua componente aerea, dove rimase operativo per breve tempo durante il periodo iniziale della Seconda guerra mondiale.

## Storia del progetto
Nel 1933 la Marine nationale emise una specifica per la fornitura di un idrocaccia catapultabile destinato ad equipaggiare le proprie unità maggiori, come incrociatori pesanti, ad esempio della Classe Suffren, e navi da battaglia, come quelle di Classe Richelieu, e garantire la sicurezza dello spazio aereo attorno ai convogli della marina francese.
Per rispondere a tale esigenza furono quattro le aziende aeronautiche nazionali a presentare delle proposte, la Loire Aviation con il Loire 210, la Société des Avions Bernard (S.A.B.) con il Bernard H 110, la Potez con il suo 453 e i Chantiers aéronavals Étienne Romano con il Romano R.90.
Il velivolo, di costruzione quasi interamente metallica, riproponeva una fusoliera dalla linea similare a quella del precedente caccia basato a terra Loire 46. Tecnicamente e visivamente il 210 si discostava dagli altri modelli presentati in quanto l'unico ad adottare una soluzione a galleggiante centrale più equilibratori sotto le semiali. Il prototipo, identificato come Loire 210.01 ed equipaggiato con armamento offensivo basato su una coppia di mitragliatrici alari Darne Mle 1933 calibro 7,5 mm, venne portato in volo per la prima volta a Saint-Nazaire il 21 marzo 1935 quindi, al termine della prima serie di prove aziendali, venne inviato alla Base d'aviation maritime de Fréjus-Saint-Raphaël per le prove ufficiali, iniziate nel mese di giugno 1936. Dopo la valutazione comparativa con gli altri modelli presentati la Loire Aviation venne dichiarata vincitrice, ottenendo un ordine di fornitura per 20 esemplari il quale tuttavia non venne ufficializzato che il 19 marzo 1937.
I tempi di produzione si dilatarono ulteriormente ed il primo esemplare di serie, dotato diversamente dal prototipo di 4 mitragliatrici alari, riuscì a volare solamente il 18 novembre 1938.

## Tecnica
Il Loire 210 era un idrocaccia a galleggiante centrale, realizzato con struttura metallica quasi interamente ricoperta di pannelli in lega leggera, monoplano, monomotore in configurazione traente e monoposto.
La fusoliera, realizzata con una struttura in tubi d'acciaio saldati e ricoperta da pannelli di duralluminio, era caratterizzata dall'unico abitacolo riservato al pilota, aperto e dotato anteriormente di parabrezza e posteriormente di un poggiatesta. Posteriormente terminava in un impennaggio classico monoderiva dai piani orizzontali controventati.
La velatura era monoplana, con l'ala posizionata bassa sulla fusoliera. Realizzata con struttura metallica ricoperta da un rivestimento in duralluminio, tranne nelle estremità ricoperte in tela trattata, era dotata di alettoni e ipersostentatori sul bordo d'attacco. Le due semiali erano ripiegabili all'indietro per facilitare le operazioni di stivaggio a bordo.
Il galleggiamento era assicurato da un grande galleggiante, collegato alla parte inferiore della fusoliera tramite una coppia di robusti piloni, integrato da una coppia di galleggianti più piccoli posti sotto l'ala e collegati al velivolo tramite montanti a profilo alare.
La propulsione era affidata ad un motore Hispano-Suiza 9Vbs, un radiale 9 cilindri posti su un'unica fila raffreddato ad aria in grado di erogare, in quella versione, una potenza pari a 720 hp (537 kW), posizionato all'apice anteriore della fusoliera, racchiuso da una cappottatura NACA metallica caratterizzata dalle bugne situate in corrispondenza delle teste dei singoli cilindri, ed abbinato ad un'elica tripala metallica.
L'armamento era affidato a quattro mitragliatrici Darne Mle 1933 calibro 7,5 mm collocate nelle ali.

## Impiego operativo

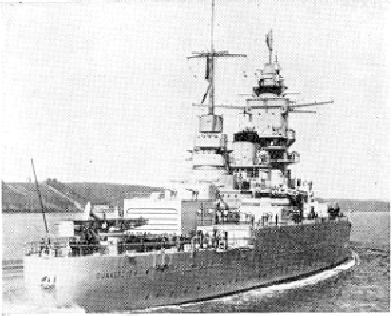
Vista da poppa dell'incrociatore da battaglia ; si notino le strutture della catapulta da 3,5 t utilizzata per il lancio degli idrovolanti con cui era equipaggiata, i Loire 130 e gli idrocaccia Loire 210.

Il Loire 210 entrò in servizio nell'agosto 1939 come equipaggiamento delle Escadrille HC.1 ed HC.2 accusando però gravi problemi strutturali durante il primo periodo operativo. Dopo solo tre mesi erano già cinque gli esemplari persi per un cedimento dell'ala per cui la marina francese decise di radiare tutti gli esemplari rimasti.

## Utilizzatori
Francia
- Aéronautique navale